# Jurij Lewitan
Jurij Borysowicz Lewitan (ros. Юрий Борисович Левитан, ur. 19 czerwca?/2 lipca 1914 we Włodzimierzu, zm. 4 sierpnia 1983 we wsi Biessonowka w obwodzie biełgorodzkim) – główny radziecki spiker radiowy II wojny światowej i okresu powojennego. Ogłaszał w Radiu Moskwa wszystkie najważniejsze wydarzenia lat 40., 50. i 60., w tym niemiecki atak na Związek Radziecki 22 czerwca 1941 roku, kapitulację Niemiec 9 maja 1945 roku, śmierć Józefa Stalina 5 marca 1953 roku oraz pierwszy lot kosmiczny Jura Gagarina 12 kwietnia 1961 roku. Jego charakterystyczny głos stał się ikoną rosyjskiej kultury XX wieku.

## Życiorys
Urodzony w żydowskiej rodzinie we Włodzimierzu, jako syn krawca i gospodyni domowej, wyjechał do Moskwy na początku lat 30., mając nadzieję, że zostanie aktorem, ale został odrzucony z powodu prowincjonalnego akcentu. Jednak dzięki swojemu charakterystycznemu, głębokiemu głosowi zapewnił sobie pozycję w Radiu Moskwa. W styczniu 1934 roku, po wysłuchaniu audycji Lewitana, Józef Stalin zadzwonił do stacji radiowej i poprosił, aby odtąd Lewitan czytał jego ogłoszenia. W konsekwencji stał się on nie tylko osobistym spikerem Stalina, ale też wiodącą radziecką osobowością radiową.
Po niemieckiej inwazji Lewitan został ewakuowany jesienią 1941 roku do Swierdłowska, kiedy moskiewskie radiostacje zostały przeniesione, aby uniknąć niemieckiego bombardowania. Zamieszkał w utajnionym miejscu ze względu na jego znaczenie jako czołowej osobowości radiowej. W marcu 1943 został potajemnie przetransportowany do Kujbyszewa, gdzie spotkał się radziecki komitet radiowy. Przez wszystkie lata spędzone poza Moskwą jego programy zaczynały się od charakterystycznego dla niego zawołania: „Uwaga, tu mówi Moskwa!” (ros. Внимание, говорит Москва!, trans. Wnimanije, goworit Moskwa!). Podczas wojny Lewitan wygłosił około 2000 komunikatów radiowych; wiele z nich nagrał ponownie w latach 50., kiedy odtwarzał je w studio dla celów archiwalnych.
Po wojnie Lewitan donosił o paradach, ceremoniach i innych wydarzeniach na placu Czerwonym oraz odczytywał oficjalne komunikaty państwowe. W latach 1978–1983 prowadził doroczną minutę ciszy z okazji Dnia Zwycięstwa. W 1980 roku otrzymał tytuł Ludowego Artysty ZSRR. Zmarł na atak serca w 1983 roku i został pochowany na Cmentarzu Nowodziewiczym w Moskwie.

## Próbka głosu
| Przykładowy komunikat wojenny Lewitana z 8 maja 1945 roku |  |
|                                                           |  |
|                                                           |  |